# I'm Lovin' It
Singles de Justin Timberlake
Señorita
(2003) Signs
(2005)
I'm Lovin' It est une chanson du chanteur de pop américain Justin Timberlake. C'est le cinquième et dernier single issu de son premier album Justified. Il est sorti le 20 octobre 2003 et s'est classé dans de nombreux pays dont l'Allemagne, l'Australie, la Belgique, l'Irlande, le Royaume-Uni ou encore la Suède. McDonald's fait du refrain très pop (« I'm Lovin' It...palapapapa ») leur slogan pour la chaîne.

## Liste des pistes
| 1. | I'm Lovin' It | 3:39 |
| 2. | Last Night    | 4:04 |

| 1. | I'm Lovin' It                                              | 3:39 |
| 2. | Like I Love You (Basement Jaxx Vocal Mix)                  | 7:44 |
| 3. | Cry Me a River (Dirty Vegas Vocal Mix)                     | 6:13 |
| 4. | Rock Your Body (Sander Kleinenberg's Just In The Club Mix) | 9:12 |
| 5. | Señorita (Num Club Mix)                                    | 4:51 |